# سيباستيان سزيمانسكي
سيباستيان سزيمانسكي (مواليد 10 مايو 1999) هو لاعب كرة بولندي يلعب في مركز خط الوسط في نادي دينامو موسكو.

## روابط خارجية
- سيباستيان سزيمانسكي على موقع الاتحاد الدولي (مؤرشف)  (الإنجليزية)
- سيباستيان سزيمانسكي على موقع الاتحاد الأوربي (الإنجليزية)
- سيباستيان سزيمانسكي على موقع اتحاد تركيا (لاعب) (الإنجليزية)
- سيباستيان سزيمانسكي على موقع قاعدة بيانات كرة القدم.إي يو (الإنجليزية)
- سيباستيان سزيمانسكي على موقع ليكيب (الفرنسية)
- سيباستيان سزيمانسكي على موقع ناشيونال فوتبول تيمز (الإنجليزية)
- سيباستيان سزيمانسكي على موقع Soccerway.com (الإنجليزية)
- سيباستيان سزيمانسكي على موقع عالم كرة القدم.نت (الإنجليزية)
- سيباستيان سزيمانسكي على موقع AS.com (الإسبانية)